# Rhabditis marina
Rhabditis marina är en rundmaskart. Rhabditis marina ingår i släktet Rhabditis och familjen Rhabditidae. Arten är reproducerande i Sverige. Inga underarter finns listade i Catalogue of Life.